# Stretto di Georgia
Lo stretto di Georgia (in inglese: Strait of Georgia, e tra il 1800 e il 1865: Golfo della Georgia) è uno stretto dell'Oceano Pacifico lungo 240 chilometri, posto tra l'isola di Vancouver e la costa della Columbia Britannica in Canada. A sud, lo stretto termina all'incrocio tra lo stretto di Puget (Stati Uniti) e lo stretto di Juan de Fuca. Al nord termina con il Johnstone Strait all'imbocco tra il Bute Inlet e il Desolation Sound.
L'insieme formato dallo stretto di Georgia, lo stretto di Juan de Fuca e quello di Puget costituisce il mare dei Salish.